# Пьютхан (район)
Пьютхан (непальск. प्युठान जिल्ला) — один из 75 районов Непала. Входит в состав зоны Рапти, которая, в свою очередь, входит в состав Среднезападного региона страны. Административный центр — город Пьютхан.
Граничит с районом Ролпа (на северо-западе), районом Данг (на юго-западе), районом Баглунг зоны Дхаулагири (на северо-востоке), районами Гулми и Аргхакханчи зоны Лумбини (на востоке). Площадь района составляет 1309 км².
Население по данным переписи 2011 года составляет 228 102 человека, из них 100 053 мужчины и 128 049 женщин. По данным переписи 2001 года население насчитывало 212 484 человека. 96,61 % населения исповедуют индуизм; 2,82 % — буддизм; 0,27 % — ислам и 0,24 % — христианство.